# Aurea mediocritas
Aurea mediocritas з лат. — золота середина — крилатий вираз, що вживається у значенні: про думки або поведінку людини, яка уникає труднощів, віддає перевагу поміркованості (зазвичай вираз вживають іронічно). Походить цей вислів з другої книги «Од» (ода 10 «До Ліцінія Мурени», строфа 5) римського поета Горація (65-8 до н. е.).
Auream quisquis mediocritatem: diligit, tutus caret obsoleti: sordibus tecti, caret inuidenda: sobrius aula.
Золотій середині хто довіривсь,
Той не стане жить ні в злиденній хижі,
Ні палацом він у людей не буде: Заздрість будити..